# Język minojski
Język minojski – język (lub języki) używane przez starożytną cywilizację minojską zamieszkującą Kretę w latach ok. 1800–1450 p.n.e. Język ten był zapisywany poprzez kreteńskie pismo hieroglificzne, a później sylabiczne pismo linearne A. Ponieważ kreteńskie hieroglify pozostają nierozszyfrowane, a pismo linearne A zostało tylko częściowo rozszyfrowane, „język minojski” jest nieznany i niesklasyfikowany do żadnej grupy językowej. Nie jest również możliwe określenie czy owe pisma przedstawiają ten sam język lub czy tylko jeden język został zapisany przy pomocy każdego z nich. Język eteokreteński, który został potwierdzony na kilku alfabetycznych inskrypcjach z Krety tysiąc lat później, może wywodzić się z języka minojskiego, lecz ten język także nie przynależy do żadnej znanej grupy językowej.